# 行け 行け モンキーダンス
「行け 行け モンキーダンス」（ゆけ ゆけ モンキーダンス）は、Berryz工房の17枚目のシングル。2008年7月9日にアップフロントワークス（PICCOLO TOWNレーベル）から発売された。

## 概要
- 初回生産限定盤と通常盤の2形態での発売。初回生産限定盤はCD+DVD、通常盤はCDのみ。初回生産限定盤と通常盤の初回仕様にはイベント抽選シリアルナンバーカードが封入されている。
- センターは菅谷梨沙子。メインボーカルは菅谷梨沙子、夏焼雅、嗣永桃子、徳永千奈美である。
- ミュージック・ビデオでは、メンバーが猿の格好をしている。

## 収録曲
全作詞・作曲：つんく　編曲：平田祥一郎
1. 行け 行け モンキーダンス [4:57]
2. マジ グッドチャンス サマー [4:26]
3. 行け 行け モンキーダンス (Instrumental) [4:57]

### 初回生産限定盤付属DVD
1. 行け 行け モンキーダンス (Close-up Ver.)

## 参加ミュージシャン
行け 行け モンキーダンス
- プログラミング：平田祥一郎
- コーラス：竹内浩明・CHINO・つんく

マジ グッドチャンス サマー
- プログラミング：平田祥一郎
- ギター：太田貴之
- コーラス：CHINO